# Northampton South

Northampton South dans le Northamptonshire.

La circonscription de Northampton South est une circonscription électorale anglaise située dans le Northamptonshire et représentée à la Chambre des communes du Parlement britannique.